# Triaenodes perna
Triaenodes perna är en nattsländeart som beskrevs av Ross 1938. Triaenodes perna ingår i släktet Triaenodes och familjen långhornssländor. Inga underarter finns listade i Catalogue of Life.